# Camille Doucet
Charles Camille Doucet, född 16 maj 1812, död 1 april 1895, var en fransk lustspelsförfattare.
Doucet har skrivit en rad lustspel och komedier, bland annat Un jeune homme (1841), L'avocat de sa cause (1842), La chasse aux fripons (1846) och Le fruit défendu (1857). Hans Comédies en vers utgavs 1855 och hans Oeuvres complètes 1875. Sedan teatercensuren 1853 lagts i regeringens hand, blev Doucet dess censor och 1865 medlem av Franska Akademien och 1876 dess ständige sekreterare.